# Euphorbia cryptocaulis
Euphorbia cryptocaulis är en törelväxtart som beskrevs av Michael George Gilbert. Euphorbia cryptocaulis ingår i släktet törlar, och familjen törelväxter.
Artens utbredningsområde är Etiopien. Inga underarter finns listade i Catalogue of Life.